# 维拉奇德罗
维拉奇德罗（義大利語：Villacidro）是意大利撒丁大区南撒丁省的一个市镇。总面积183.55平方公里，人口14515人，人口密度79.1人/平方公里（2009年）。ISTAT代码为106025。